# 752 Wschodni Oddział Artylerii
752 Wschodni Dywizjon Artylerii (niem. Ost-Artillerie-Abteilung 752, ros. 752 восточное артиллерийское подразделение) – kolaboracyjny oddział wojskowy Wehrmachtu złożony z Rosjan podczas II wojny światowej.
Został sformowany 23 grudnia 1943 r. na południu okupowanych terenów ZSRR. Składał się z czterech baterii artylerii (sowieckie działa 76 i 120 mm). Wchodził w skład Grupy Armii "Południe". Wkrótce oddział przeniesiono do okupowanej północnej Francji z podporządkowaniem niemieckiej 7 Armii. Zwierzchnictwo sprawowało Kommando der Osttruppen 721, a następnie Ost-Regiments-Stab z.b.V. 752. W sierpniu 1944 r. oddział przeszedł do twierdzy Lorient, gdzie włączono go do 265 Dywizji Piechoty gen. Hansa Juncka. Podczas walk obronnych z wojskami alianckimi poniósł bardzo duże straty. Pod koniec października tego roku został rozformowany, zaś jego resztki w listopadzie przeniesiono do obozu w Münsingen, gdzie weszły w skład nowo formowanej 1 Dywizji Sił Zbrojnych Komitetu Wyzwolenia Narodów Rosji.